# 細鱗平肩光魚
細鱗平肩光魚，為管肩魚科的其中一種，為深海魚類，分布於印度西太平洋南非至紐西蘭海域，深度1140-1630公尺，體長可達30公分，棲息在中層水域，生活習性不明。

## 扩展阅读
維基物種上的相關：細鱗平肩光魚